# Pont du Memorial Delaware
Le pont du Memorial Delaware comprend en fait deux ponts distincts mais étant construits à partir des mêmes plans. Ce sont des ponts suspendus qui relient la ville de New Castle dans l'État de Delaware et Pennsville dans le New Jersey. Ils permettent la traversée du fleuve Delaware.